# Maesa muelleri
Maesa muelleri är en viveväxtart som beskrevs av Carl Christian Mez. Maesa muelleri ingår i släktet Maesa och familjen viveväxter. Inga underarter finns listade i Catalogue of Life.